# Seafret
Seafret ist ein britisches Indie-Rock-Duo aus Bridlington, East Riding of Yorkshire.

## Bandgeschichte
Das Duo wurde 2011 gegründet, nachdem sich Jack Sedman und Harry Draper bei einer Open-Mic-Night in Bridlington kennengelernt haben. Beide lebten nahe der Küste. Der gemeinsame Name ist ein Wortspiel mit der Meeresbrut der Nordsee im Sommer sowie dem Fretboard einer Gitarre. Nach einigen gemeinsamen Auftritten zogen beide nach London.
Ihre Debüt-EP Give Me Somethin erschien im September 2014, gefolgt von der EP Oceans im Januar 2015. Im Video zum Titelsong spielt Maisie Williams mit.
Das im Anschluss veröffentlichte Debütalbum Tell Me It's Real kam auf Platz 59 der britischen Charts und Platz 100 der Schweizer Charts.
Atlantis, ihre erstmals 2015 veröffentlichte Debüt-Single erreichte Platz 40 in den britischen Chart. Die Single kam 2022 auch in die deutschen Charts und erreichte dort Platz 62.
2020 erschien ihr zweites Album Most of Us Are Strangers.

## Musikstil
Das Duo bezeichnet ihren Musikstil ironisch als Acoustic-Indie-Pop-Rock. Musikalisch beeinflusst sind sie zum einen durch Bluegrass und Country, zumanderen auch durch Songwriter wie Tom Waits. Die Texte sind vielschichtig und in verschiedene Richtungen interpretierbar.

## Diskografie

### Alben
- 2016: Tell Me It’s Real (Sweet Jane Recordings)
- 2020: Most of Us Are Strangers (Sweet Jane Recordings)
- 2023: Wonderland (Nettwerk)

### EPs
- 2014: Give Me Something
- 2015: Oceans
- 2016: Acoustic Sessions
- 2018: Monsters
- 2021: Piano Sessions
- 2022: Anywhere from Here

### Singles
- 2015: Atlantis
- 2015: Be There
- 2015: Wildfire
- 2016: Blank You Out
- 2018: Can’t Look Away
- 2018: Monsters
- 2020: Most of Us Are Strangers
- 2020: Cardigan
- 2022: Hollow
- 2022: Pictures
- 2022: Running Out of Love
- 2023: See, I'm Sorry
- 2023: Remind Me to Forget You
- 2023: Wonderland
- 2023: Made of Love (Summer Mix)
- 2025: River Of Tears
- 2025: Wait

## Auszeichnungen für Musikverkäufe
| Goldene Schallplatte - Dänemark - 2023: für die Single Atlantis - Italien - 2023: für die Single Atlantis - Spanien - 2024: für die Single Atlantis | Platin-Schallplatte - Polen - 2023: für die Single Atlantis - Portugal - 2022: für die Single Atlantis |

Anmerkung: Auszeichnungen in Ländern aus den Charttabellen bzw. Chartboxen sind in ebendiesen zu finden.
| Land/RegionAuszeichnungen für Musikverkäufe (Land/Region, Auszeichnungen, Verkäufe, Quellen) | Gold     | Platin     | Verkäufe | Quellen             |
| -------------------------------------------------------------------------------------------- | -------- | ---------- | -------- | ------------------- |
| Dänemark (IFPI)                                                                              | Gold1    | —          | 45.000   | ifpi.dk             |
| Deutschland (BVMI)                                                                           | Gold1    | —          | 300.000  | musikindustrie.de   |
| Italien (FIMI)                                                                               | Gold1    | —          | 50.000   | fimi.it             |
| Österreich (IFPI)                                                                            | Gold1    | —          | 15.000   | ifpi.at             |
| Polen (ZPAV)                                                                                 | —        | Platin1    | 50.000   | olis.pl             |
| Portugal (AFP)                                                                               | —        | Platin1    | 10.000   | Einzelnachweise     |
| Spanien (Promusicae)                                                                         | Gold1    | —          | 30.000   | elportaldemusica.es |
| Vereinigtes Königreich (BPI)                                                                 | —        | Platin1    | 600.000  | bpi.co.uk           |
| Insgesamt                                                                                    | 5× Gold5 | 3× Platin3 |          |                     |